# チャットモンチーのロッキン丼
チャットモンチーのロッキン丼（チャットモンチーのロッキンどん）は、JFNCのラジオ番組。

## 概要
- 放送期間は2006年10月～2008年の4月。出演は徳島出身のスリーピースバンドチャットモンチー。
- チャットモンチーはこの他にSCHOOL OF LOCK!（TOKYO FM制作）のWebラジオに出演しており、2007年10月より2ヶ月限定でARTIST LOCKS!の火曜レギュラーとなった為、この番組をネットしている局ではチャットモンチーのトークを週2回聴ける事となる(その期間、fm osakaでは火曜夜20:30から20:55までの放送だったため1日に2回チャットモンチーのトークを聴けたことになる)。
- 多くの地域における後番組は、いきものがかりの歌ものばかり。

## 出演
- チャットモンチー（橋本絵莉子、福岡晃子、高橋久美子）

## コーナー
- 劇団四国
- 渦に巻かれて（リスナーからの悩みをチャットモンチーの３人が答える。）
- 耳からタコ（チャットモンチー一押しの曲を紹介する。）
- 目からウロコ（チャットモンチー一押しの映画などを紹介する。）
- 珍名さん、いらっしゃ～い（リスナーの周りに住んでいるおかしな名前を紹介する。）
- 劇団四国･･････････またの名を、ショートコントのコーナーという。

リスナーに台本を書いてもらい、その台本の通り演技をするコーナー。
またもともとは「もしもチャットモンチーが○○だったら」というコーナーだった。

## ネット局と放送時間
全国19局ネット。25分の地域は降りコメントを挿入して終了。放送時間はすべてJST時刻。
- FM岩手 火曜 21:00～21:30　※2007年12月25日(火)放送時は特別番組のため午後8時00～の放送だった。
- Boy-FM 木曜 20:00～20:30
- FMぐんま 金曜 19:30～19:55
- レディオ・ベリー 木曜 21:30～21:55
- FM-NIIGATA 月曜 20:30～20:55
- FMとやま 火曜 21:30～21:55
- HELLO FIVE 土曜 21:30～22:00
- 岐阜FM 土曜 24:00～24:30
- radio CUBE FM三重 土曜 25:30～26:00
- fm osaka 月曜 27:00～27:30
- V-air 木曜 20:00～20:30
- FMY 日曜 22:30～23:00
- FM香川 日曜 18:30～18:55
- FMとくしま 金曜 19:00～19:30
- Hi-Six 火曜 21:30～21:55
- fm nagasaki 日曜 21:30～21:55
- Air-Radio FM88 月曜 20:00～20:30
- FMS 木曜 21:30～21:55
- エフエム・クマモト 水曜 21:00～21:30